# قائمة ملوك هولندا

شعار هولندا

فيما يلي قائمة بملوك هولندا بحسب التسلسل. تشمل القائمة الأشخاص الذين تولوا منصب الحاكم العام منذ عام 1556 والمنتمين إلى عائلة أورانج - ناساو المالكة، ومع ذلك فقد تم انتخابهم من قبل المقاطعات شبه المستقلة للجمهورية الهولندية وكانوا موظفين مدنيين وجنرالات وبالتالي لا يمكن اعتبارهم ملوكًا. اعتبارا من فيليم الرابع أصبح ملوك هولندا أسلافًا ذكورًا بشكل مباشر للملوك اللاحقين عندما تأسست الملكية في عام 1813 (في البداية كإمارة ذات سيادة ولكن في عام 1815 كمملكة).
أعلنت الملكية في هولندا في 16 آذار 1815، وذلك بعد سقوط الجمهورية الباتافية التي أسسها نابليون بونابرت. حكمت عائلة أورانج - ناساو كل من هولندا وبلجيكا حتى انفصال الأخيرة بعد حرب الاستقلال البلجيكية عام 1830.

## جمهورية هولندا (1581–1795)
يعود تاريخ النظام الملكي الهولندي إلى عام 1559، عندما عيُِّن فيليم الصامت أمير أورانج كحاكم عام على كونتية هولندا، زيلاند، وأوترخت عام 1559 من قبل الملك فيليب الثاني ملك إسبانيا، ومع ذلك أزيح الأمير ويليام من منصبه وأصبح زعيم الثورة الهولندية. وبناءً على ذلك عينه البرلمان الهولندي عام 1572 كحاكم عام على المقاطعتين المتمردتين (هولندا وزيلاند). أعلنت معظم المقاطعات الهولندية استقلالها أثناء الثورة الهولندية بموجب مرسوم التخلي الموقع في 26 يوليو 1581 في لاهاي في للتماشي مع القرار الذي اتخذته البرلمان. التغى المنصب التمثيلي للحاكم العام في شمال هولندا المتمردة لكن المنصب استمر في هذه المقاطعات التي توحدت لتشكيل جمهورية هولندا المتحدة. تم اختيار جميع الحكام العاميين بعد ويليام الأول من نسله أو من نسل أخيه والذين كانوا أيضًا من نسل حفيدته ألبرتينا أخنيس.
في عام 1795 أطاحت الجمهورية الفرنسية بالجمهورية الهولندية المتحدة واستبدلتها بالجمهورية الباتافية. في عام 1806 ألغى نابليون الجمهورية الباتافية وعين شقيقه ملكا على هولندا. ومع ذلك في عام 1810 غزا نابليون هولندا وضمها إلى فرنسا. في عام 1813 طردت قوات الحلفاء الفرنسيين. استدعى الهولنديون فيلهلم فريدريك نجل آخر حاكم عام ليتولى رئاسة الحكومة الجديدة واعتبر أميرًا ذو سيادة. في عام 1815 حول فيلهلم فريدريك جمهورية هولندا إلى مملكة وأعلن نفسه ملكًا باسم فيليم الأول. توسعت المملكة بعد فترة وجيزة لتضم منطقة جنوب هولندا (بلجيكا ولوكسمبورغ حاليًا).

### الملوك من عائلة أوراني - ناساو
| الاسم                       | العمر                                      | بداية الحكم    | نهاية الحكم     | ملاحظات | العائلة الحاكمة      | الصورة |
| --------------------------- | ------------------------------------------ | -------------- | --------------- | --- | -------------------- | ------ |
| فيليم الأول (فيلهلم الصامت) | 24 أبريل 1533 – 10 يوليو 1584 (51 سنة)     | 26 يوليو 1581  | 10 يوليو 1584   | حاكم عام، ابن فيليم الأول كونت ناسو-ديلينبورج ووالدته هي يوليانا من شتولبيرغ                                                | عائلة أوراني - ناساو |        |
| موريس فان ناساو             | 14 نوفمبر 1567 – 23 أبريل 1625 (العمر 57)  | 14 نوفمبر 1585 | 23 أبريل 1625   | حاكم عام، ابن فيليم الأول وآنا من ساكسونيا                                                                                  | عائلة أوراني - ناساو |        |
| فريدريك هندريك              | 29 يناير 1584 – 14 مارس 1647 (العمر 63)    | 23 أبريل 1625  | 14 مارس 1647    | حاكم عام، ابن فيليم الأول ولويز دو كوليني                                                                                   | عائلة أوراني - ناساو |        |
| فيليم الثاني                | 27 مايو 1626 – 6 نوفمبر 1650 (العمر 24)    | 14 مارس 1647   | 6 نوفمبر 1650   | حاكم عام، ابن فريدريك هندريك وأماليا                                                                                        | عائلة أوراني - ناساو |        |
| فيلهلم الثالث               | 4 نوفمبر 1650 – 8 مارس 1702 (العمر 51)     | 4 يوليو 1672   | 8 مارس 1702     | حاكم عام، ابن فيليم الثاني وماري الأميرة الملكية                                                                            | عائلة أوراني - ناساو |        |
| فيليم الرابع                | 1 سبتمبر 1711 – 22 أوكتوبر 1751 (العمر 40) | 4 مايو 1747    | 22 أوكتوبر 1751 | أول وريث رسمي في هولندا، ابن يوهان فيليم فريزو و ماغي لويز من هيس كاسل                                                      | عائلة أوراني - ناساو |        |
| فيليم الخامس                | 8 مارس 1748 – 9 أبريل 1806 (العمر 58)      | 22 أكتوبر 1751 | 19 يناير 1795   | الحاكم العام بالوراثة للمملكة الهولندية، وهو ابن فيليم الرابع وآن الأميرة الملكية وأميرة أورانج. خلع خلال الثورة الباتافية. | عائلة أوراني - ناساو |        |

### الملوك منعائلة ناساو
| الاسم                | العمر                                     | بداية الحكم   | نهاية الحكم   | ملاحظات                                                                                 | العائلة الحاكمة | الصورة |
| -------------------- | ----------------------------------------- | ------------- | ------------- | --------------------------------------------------------------------------------------- | --------------- | ------ |
| يوهان السادس         | 22 نوفمبر 1536 – 8 أكتوبر 1606 (العمر 69) | 1578          | 1581          | حاكم عام، ابن فيليم الأول كونت ناسو-ديلينبرج و يوليانا من شتولبيرغ ، وشقيق فيليم الصامت | عائلة ناساو     |        |
| فيليم لويس           | 13 مارس 1560 – 31 مايو 1620 (العمر 60)    | 1584          | 1620          |                                                                                         | عائلة ناساو     |        |
| إرنست كازيمير الثاني | 22 ديسمبر 1573 – 2 يونيو 1632 (العمر 58)  | 1620          | 1632          |                                                                                         | عائلة ناساو     |        |
| هنري كاسيمير الأول   | 21 يناير 1612 – 13 يوليو 1640 (العمر 28)  | 1632          | 1640          |                                                                                         | عائلة ناساو     |        |
| فيليم فريدريك        | 7 أغسطس 1613 – 31 أكتوبر 1664 (العمر 51)  | 1640          | 1664          |                                                                                         | عائلة ناساو     |        |
| هنري كاسيمير الثاني  | 18 يناير 1657 – 25 مارس 1696 (العمر 39)   | 18 يناير 1664 | 25 مارس 1696  | حاكم عام بالوراثة، ابن فيليم فريدريك و ألبرتينا أخنيس، حفيد فريدريك هندريك من جهة الأم. | عائلة ناساو     |        |
| يوهان فيليم فريزو    | 4 أغسطس 1687 – 14 يوليو 1711 (العمر 23)   | 25 مارس 1696  | 14 يوليو 1711 | حاكم عام بالوراثة، ابن هنري كازيمير                                                     | عائلة ناساو     |        |

## المملكة الهولندية (1806–1810)
| الاسم       | العمر                                    | بداية الحكم  | نهاية الحكم  | ملاحظات                                          | العائلة الحاكمة | الصورة |
| ----------- | ---------------------------------------- | ------------ | ------------ | ------------------------------------------------ | --------------- | ------ |
| لويس الأول  | 2 سبتمبر 1778 – 25 يوليو 1846 (العمر 67) | 5 يونيو 1806 | 1 يوليو 1810 | ابن كارلو بونابرت وليتيزيا بونابرت وشقيق نابليون | عائلة بونابرت   |        |
| لويس الثاني | 11 أكتوبر 1804 – 17 مارس 1831 (العمر 26) | 1 يوليو 1810 | 9 يوليو 1810 | ابن لويس الأول وأورتينس دي بوارنيه               | عائلة بونابرت   |        |

## إمارة ذات سيادة للمملكة الهولندية المتحدة (1813–1815)
| الاسم       | العمر                                     | بداية الحكم    | نهاية الحكم  | ملاحظات                                                                                                 | العائلة الحاكمة      | الصورة |
| ----------- | ----------------------------------------- | -------------- | ------------ | --- | -------------------- | ------ |
| فيليم الأول | 24 أغسطس 1772 – 12 ديسمبر 1843 (العمر 71) | 6 ديسيمبر 1813 | 16 مارس 1815 | ابن آخر حاكم عام فيليم الخامس وفيلهلمينا من بروسيا أميرة أورانج ، حوَّل جمهورية هولندا إلى مملكة عام 1815 | عائلة أوراني - ناساو |        |

## مملكة هولندا (1815– حتى اليوم)
| الاسم          | العمر                                      | بداية الحكم    | نهاية الحكم    | ملاحظات                                                                          | العائلة الحاكمة      | الصورة |
| -------------- | ------------------------------------------ | -------------- | -------------- | -------------------------------------------------------------------------------- | -------------------- | ------ |
| فيليم الأول    | 24 أغسطس 1772 – 12 ديسيمبر 1843 (العمر 71) | 16 مارس 1815   | 7 أكتوبر 1840  | نجل آخر حاكم عام فيليم الخامس و فيلهلمينا من بروسيا أميرة أورانج. تنازل عن العرش | عائلة أوراني - ناساو |        |
| فيليم الثاني   | 6 ديسمبر 1792 – 17 مارس 1849 (العمر 56)    | 7 أكتوبر 1840  | 17 مارس 1849   | ابن فيليم الأول وفيلهيلمينا من بروسيا (ملكة هولندا)                              | عائلة أوراني - ناساو |        |
| فيليم الثالث   | 19 فبراير 1817 – 23 نوفمبر 1890 (العمر 73) | 17 مارس 1849   | 23 نوفمبر 1890 | إبن فيليم الثاني وفيلهيلمينا من بروسيا (ملكة هولندا)                             | عائلة أوراني - ناساو |        |
| فيلهلمينا      | 31 أغسطس 1880 – 28 نوفمبر 1962 (العمر82)   | 23 نوفمبر 1890 | 4 سبتمبر 1948  | إبنة فيليم الثالث والأميرة إيما تنازلت عن العرش                                  | عائلة أوراني - ناساو |        |
| يوليانا        | 30 أبريل 1909 – 20 مارس 2004 (العمر 94)    | 4 سبتمبر 1948  | 30 أبريل 1980  | إبنة هندريك فلادمير البريخت وفيلهلمينا تنازلت عن العرش                           | عائلة أوراني - ناساو |        |
| بياتريكس       | 31 يناير 1938 (العمر 84)                   | 30 أبريل 1980  | 30 أبريل 2013  | إبنة الأمير برنهارد ويوليانا تنازلت عن العرش                                     | عائلة أوراني - ناساو |        |
| فيليم ألكساندر | 27 أبريل 1967 (العمر 55)                   | 30 أبريل 2013  | في المنصب      | إبن الأمير كلاوس وبياتريكس                                                       | عائلة أوراني - ناساو |        |